# سعدون غيدان
سعدون غيدان (ولد في بغداد عام 1930، توفي عام 1985) هو سياسي وعسكري عراقي برتبة لواء ركن وكان عضوا في حزب البعث العربي الاشتراكي، وعضوا في مجلس قيادة الثورة وشغل مناصب وزارية مختلفة في الحكومة العراقية، مثل وزير الداخلية ووزير المواصلات.

## سيرته
كان قائداً لكتيبة الدبابات في القصر الجمهوري الذي انزل دباباته وسيطر على القصر والإذاعة ابان انقلاب يوليو 1968، فضم إلى مجلس قيادة الثورة منذ ثورة 17 تموز 1968 لدوره الرئيسي فيها، ثم أصبح نائب رئيس مجلس قيادة الثورة عند تسلم صدام حسين منصب الرئيس في 16 تموز 1979.
شغل منصب وزير الداخلية في نيسان/ أبريل 1970 حتى 11 تشرين الثاني/ نوفمبر 1974. في 30 حزيران/يونيو 1973، جرح أثناء محاولة ناظم كزار قلب نظام الحكم، وقتل فيها وزير الدفاع حماد شهاب.
في 11 تشرين الثاني/نوفمبر 1974، شغل منصب ووزير المواصلات ثم وزير النقل والمواصلات ابتداء من أيار/ مايو 1978 بعد دمج الوزارتين.
في 16 تموز / يوليو 1979، عندما تولى صدام حسين رئاسة الجمهورية، شغل منصب نائب رئيس الوزراء مع استمراره بشغل منصب وزير النقل والموصلات. أقيل من مناصبه في 27 حزيران /يونيو 1982، وتوفي عام 1985.
يعرب ابن سعدون غيدان متزوج من نادرة بنت طه ياسين رمضان.